# María Reyes Sobrino
María Reyes Sobrino Jiménez, španska atletinja, * 6. januar 1967, Viladecans, Španija.
Ni nastopila na poletnih olimpijskih igrah. Na evropskih dvoranskih prvenstvih je v hitri hoji na 3 km osvojila naslov prvakinje leta 1988 in bronasto medaljo leta 1989.